# Phayao
Phayao (Thai: พะเยา) ist eine Stadt (เทศบาลเมืองพะเยา) in der thailändischen Provinz Phayao. Sie ist die Hauptstadt des Landkreises (Amphoe) Mueang Phayao und der Provinz Phayao.
Die Provinz Phayao liegt in der Nordregion von Thailand.
Die Stadt Phayao hat 17.689 Einwohner. (Stand 2012)

## Geographie
Die Stadt liegt zwischen Lampang und Chiang Rai inmitten einer imposanten Berglandschaft an einem sechs Kilometer langen und vier Kilometer breiten See, dem Kwan Phayao.

## Geschichte
Phayao wurde 1096 als kleines Stadtstaat-Königreich gegründet. Im 13. Jahrhundert erlangte es genug Bedeutung, um ein gleichberechtigter Partner mit König Mangrai von Lan Na und dem Königreich Sukhothai zu sein. Ein späterer König von Lan Na und Nan eroberte jedoch Phayao 1338 und machte es zu einem Teil von Lan Na.

## Sehenswürdigkeiten
- Wat Sri Khom Kham (Thai: วัดศรีโคมคำ) – Tempel direkt am See mit einer angeblich über 500 Jahre alten Buddha-Statue, die von den Einheimischen Phra Chao Ton Luang (พระเจ้าตนหลวง) genannt wird. Sie ist 17 m hoch und damit die größte Buddha-Statue von Lan Na. Sie wurde aus Ziegelsteinen gemauert und mit Gold überzogen, der Legende nach soll es 33 Jahre gebraucht haben, um sie fertigzustellen. Der Viharn, in dem die Statue untergebracht ist, stammt aus neuerer Zeit, früher stand sie unter freiem Himmel am See. Jedes Jahr im Mai wird hier ein großes Tempelfest gefeiert.
- Phayao-See: Rund um den See kann man über 40 verschiedene Vogelarten und zahlreiche kleinere (und größere) Säugetiere beobachten. Der Phayao-See ist durchschnittlich rund 1,7 Meter tief, jedoch sehr reich an Fischen.
- Wat Tilok Aram: Der Tempel liegt mitten im See und wird auch der "versunkene Tempel" bezeichnet.

## Persönlichkeiten
- Apisit Kamwang (* 1991), Fußballspieler
- Kittitach Prachantasi (* 1992), Fußballspieler